# روبرت هيريرا
روبرت هيريرا (بالإسبانية: Robert Herrera)‏ (1 مارس 1989 بمونتفيدو في الأوروغواي - ) هو لاعب كرة قدم أوروغواني في مركز الدفاع. شارك مع منتخب الأوروغواي تحت 20 سنة لكرة القدم. أما مع النوادي، فقد لعب مع ديفينسور سبورتينغ ونادي بويبلا.

## وصلات خارجية
- روبرت هيريرا على موقع الاتحاد الدولي (مؤرشف)  (الإنجليزية)
- روبرت هيريرا على موقع قاعدة بيانات كرة القدم.إي يو (الإنجليزية)
- روبرت هيريرا على موقع Soccerway.com (الإنجليزية)
- روبرت هيريرا على موقع AS.com (الإسبانية)